# ساجدة عبيد
ساجدة عبيد (2 نوفمبر 1957 -)، مغنية شعبية عراقية اشتهرت بنمط غناء الأغاني الشعبية وأيضا الجوبي والأغاني الريفية وببعض الأغاني التي تعرف بأغاني الكاولية وهي ذاتها الغجرية  مثل أغنية «انكسرت الشيشة»، تعتبر من أشهر المغنيات الشعبيات في العراق.

## مشوارها الفني
بدأت تغني منذ ان كانت بعمر 12 سنة ، كانت انطلاقتها الحقيقية في الغناء عام 1978 بأغنية ( يتيمه ) ، قدمت خلال مسيرتها الفنية مجموعة من روائع الأغاني التي امتزجت فيها روح العاطفة بالأمل والتفاؤل ،
ومن أبرز أغانيها المشهورة ( انكسرت الشيشة ، هذا الحلو كاتلني، خالة و يا خالة ، انا ارد اعوف كل هلي ) ، وايضاً غنت المواويل العراقية الحزينة والطربية ، كما غنت جميع المقامات العراقية بأسلوب فني مغاير تماماً لأسلوب الفنانين العراقيين.
شاركت في العديد من المهرجانات المحلية و العربية والدولية ومن ابرزها ( مهرجان بابل الدولي ، مهرجان لوزان تحت الأرض للأفلام والموسيقى ).

## إصدارات

### ألبومات
- التحدي مع منى عبد الله[10]
- جلسة عراقية
- جيران[11]
- عليمن يا قلب
- على الهولادك
- عمي يا بياع الورد

### أغاني منفردة
- " يتيمه - 1978"
- " اسمر والعيون وساع - 1980"
- " مسافره - 1985"
- " وداعاً - 1995"
- " انته وضميرك - 2000"
- " اخاف عليك "
- " ادق على الراس "
- " البخت "
- " الولد "
- " انكسرت الشيشة "
- " انا ارد اعوف كل هلي "
- " هذا الحلو كاتلني "
- " امس واليوم "
- " خالة و يا خالة "
- " انا المسيجينه "
- " بسكوته "
- " بين ايدي "
- " جيت لاهل الهوى "
- " خليت الروح "
- " ريتك بالعمر "
- " عيني مساهرات الليل "
- " قريبه "
- " والله طيب انا "
- " يما شلون "